# Książęta (serial telewizyjny)
Książęta (ang. Young Royals) – szwedzki serial z gatunku dramatu z 2021, stworzony dla platformy Netflix przez Lisę Ambjörn, Larsa Beckunga i Camilla Holter. Premiera sześcioodcinkowego serialu odbyła się 1 lipca 2021. 
22 września 2021 potwierdzono realizację drugiego sezonu, którego premiera odbyła się 1 listopada 2022. 14 grudnia 2022 ogłoszono, że trzeci i zarazem ostatni sezon jest w trakcie produkcji, a jego premiera odbyła się 11 marca 2024.

## Fabuła
Serial opowiada historię najmłodszego syna królowej Szwecji – Wilhelma, który zostaje wysłany przez rodzinę do luksusowej szkoły z internatem Hillerska, w której uczą się dzieci najbogatszych ludzi w kraju. Tam wita go kuzyn August, student trzeciego roku. W szkole Wilhelm zbliża się do innego ucznia z Hillerska – Simona. Kiedy książę niespodziewanie zostaje następcą tronu, staje przed wyborem pomiędzy królewskimi obowiązkami a miłością i wolnością.

## Obsada

### Postacie pierwszoplanowe
- Edvin Ryding[15][16] jako książę Szwecji Wilhelm;
- Omar Rudberg[15][16] jako Simon Eriksson, student bez internatu i brat Sary, miłość Wilhelma;
- Malte Gårdinger(inne języki)[15] jako August, drugi kuzyn Wilhelma i Erika, student trzeciego roku, prefekt i kapitan drużyny wioślarskiej;
- Frida Argento[15] jako Sara Eriksson, studentka bez internatu i siostra Simona;
- Nikita Uggla[15] jako Felice Ehrencrona, studentka;

### Postacie drugoplanowe
- Pernilla August[15] jako królowa Szwecji – Kristina, matka Wilhelma i Erika;
- Inti Zamora Sobrado jako Ayub, przyjaciel Simona z Bjärstad;
- Beri Gerwise jako Rosh, przyjaciółka Simona z Bjärstad;
- Nils Wetterholm jako Vincent, przyjaciel Augusta i uczeń w Hillerska;
- Leonard Terfelt(inne języki) jako Micke, ojciec Simona i Sary;
- Samuel Astor jako Nils, przyjaciel Augusta i uczeń w Hillerska;
- Fabian Penje jako Henry, uczeń Hillerska;
- Felicia Trudsson jako Stella, przyjaciółka Felicji i uczennica Hillerska;
- Mimmi Cyon jako Fredrika, przyjaciółka Felice i uczennica Hillerska;
- Uno Elger jako Walter, uczeń Hillerska;
- Xiao-Long Rathje Zhao jako Alexander, uczeń Hillerska;
- Livia Millhagen jako Smysan;
- Rennie Mirro jako nauczyciel wychowania fizycznego w szkole Hillerska;
- David Lenneman jako Poppe;
- Nathalie Varli jako Madison McCoy, studentka w Hillerska i przyjaciółka Felice;
- Carmen Gloria Pérez jako Linda, matka Simona i Sary;
- Ivar Forsling jako Erik, następca tronu Szwecji, starszy brat Wilhelma;
- Ingela Olsson jako Anette Lija, dyrektorka szkoły Hillerska;

## Spis serii
| Seria | Seria | Sezon       | Odcinki | Odcinki       | Premiera serii   |
| ----- | ----- | ----------- | ------- | ------------- | ---------------- |
|       | 1.    | lato 2021   | 1–6 (6) | 1–6 (6)       | 1 lipca 2021     |
|       | 2.    | jesień 2022 | 1–6 (6) | 1–6 (6)       | 1 listopada 2022 |
|       | 3.    | wiosna 2024 | 1–6 (6) | 5             | 11 marca 2024    |
| 1     | 3.    | wiosna 2024 | 1–6 (6) | 18 marca 2024 |                  |

## Lista odcinków

### Sezon 1 (2021)
| № | # | Tytuł     | Reżyseria                      | Scenariusz                                | Premiera (Netflix) |
| --- | - | --------- | ------------------------------ | ----------------------------------------- | ------------------ |
| 1 | 1 | Odcinek 1 | Rojda Sekersöz                 | Lisa Ambjörn                              | 1 lipca 2021       |
| Po sfilmowanej kłótni z udziałem Wilhelma, która wywołała skandal w mediach drugi syn królowej Kristiny, zostaje zmuszony do pójścia do elitarnej szkoły z Internatem Hillerska w Bjärstad. W szkole wita go kuzyn August, który się nim opiekuje i pomaga mu w zaaklimatyzowaniu się w nowym środowisku. Uczniowie szkoły udają się do szkolnego kościoła, gdzie Wilhelm widzi swoją przyjaciółkę z dzieciństwa Felicję. Wilhelm nie spuszcza oczu ze śpiewającego solisty Simona. Dzień później August prosi Simona o przyniesienie alkoholu na imprezę powitalną dla Wilhelma. Simon zgadza się na propozycję Augusta pod warunkiem, że zostanie zaproszony na przyjęcie ze swoją siostrą Sarą. Na wspólnym spotkaniu Wilhelm i Simon zbliżają się do siebie. |   |           |                                |                                           |                    |
| 2 | 2 | Odcinek 2 | Rojda Sekersöz                 | Lisa Ambjörn, Sofie Forsman, Tove Forsman | 1 lipca 2021       |
| August zmaga się z uzależnieniem od leków na ADHD, Vincent doradza mu, aby skonsultował się ze szkolnym pedagogiem. August nie słucha rad Vincenta i próbuje zdobyć więcej leków, będąc dłużnikiem Simona, ponieważ nie oddał mu pieniędzy za alkohol. Simon rozpoczyna prywatne korepetycję po tym jak uzyskał złe wyniki na teście z matematyki. Podczas wieczoru filmowego w szkole Wilhelm i Simon po raz pierwszy się całują. |   |           |                                |                                           |                    |
| 3 | 3 | Odcinek 3 | Rojda Sekersöz, Erika Calmeyer | Lisa Ambjörn, Pia Gradvall                | 1 lipca 2021       |
| W szkole Hillerska organizowany jest dzień rodzica. August dowiaduje się od matki, że nie mają pieniędzy, aby zapłacić za jego czesne. Simon wciąż naciska na Augusta, aby zwrócił mu pieniądze. Simon atakuje Augusta a ten wyznaje mu, że jego rodzina jest w słabej sytuacji finansowej i nie jest w stanie spłacić długu. Wilhelm odrzuca pocałunek Simona i proponuje, aby zostali przyjaciółmi. Pod koniec Wilhelm zostaje wezwany do dyrektorki gdzie odbiera telefon od swojej matki, która informuje go, że jego brat książę koronny zginął w wypadku samochodowym. |   |           |                                |                                           |                    |
| 4 | 4 | Odcinek 4 | Rojda Sekersöz                 | Lisa Ambjörn, Pia Gradvall                | 1 lipca 2021       |
| Wilhelm zmaga się ze smutkiem po stracie członka rodziny. Simon wciąż próbuje odzyskać pieniądze od Augusta. Simon ratuje pijanego Wilhelma i oboje spędzają razem noc, bez ich wiedzy zostają sfilmowani przez Augusta. |   |           |                                |                                           |                    |
| 5 | 5 | Odcinek 5 | Rojda Sekersöz, Erika Calmeyer | Lisa Ambjörn, Sofie Forsman, Tove Forsman | 1 lipca 2021       |
| Uczeń o imieniu Aleksander, który poprzedniego wieczoru przyniósł narkotyki, został złapany przez dyrekcję. Uczniowie rozmyślają jak uniknąć konsekwencji. Miłość Simona i Wilhelma dalej pozostaje w ukryciu. Sara zaczyna spędzać czas z Felicią i jej przyjaciółmi. Wreszcie Wilhelm, aby chronić Simona, postanawia oskarżyć Aleksandra. August sprzeciwia się temu pomysłowi, a następnie Wilhelm ogłasza przed resztą uczniów, że ten jest bankrutem. Upokorzony August upublicznia wcześniej nagrane wideo Wilhelma i Simona, nie wiedząc, że Wilhelm chciał mu pomóc zdobyć pieniądze aby ten ukończył szkołę. |   |           |                                |                                           |                    |
| 6 | 6 | Odcinek 6 | Rojda Sekersöz, Erika Calmeyer | Lisa Ambjörn                              | 1 lipca 2021       |
| Po opublikowanym nagraniu z udziałem Wilhelma i Simona przez Augusta, dochodzi do skandalu. Wilhelm zostaje zmuszony przez swoją matkę do zaprzeczenia, aby to on znajdował się na nagraniu. Simon postanawia zerwać z Wilhelmem. Felice odkrywa, że to August wrzucił film do Internetu i informuje o tym Wilhelma. Pod koniec roku szkolnego Wilhelm i Simon obejmują się po raz ostatni. |   |           |                                |                                           |                    |

### Sezon 2 (2022)
| № | # | Tytuł     | Reżyseria      | Scenariusz                                | Premiera (Netflix) |
| --- | - | --------- | -------------- | ----------------------------------------- | ------------------ |
| 7 | 1 | Odcinek 1 | Rojda Sekersöz | Lisa Ambjörn                              | 1 listopada 2022   |
| Simon poznaje Marcusa, kolegę Sary. Sara otrzymuje stypendium na mieszkanie w Hillerska. Podczas inicjacji w internacie pije alkohol i podpala. Simon prosi Marcusa o podwiezienie, aby ją uratować. Simon spotyka Wilhelma, który widzi, jak odjeżdża z Marcusem. Wilhelm szantażuje Augusta, aby ten ośmieszył go przed starszymi przyjaciółmi, w zamian za nieujawnienie, że to August ujawnił nagranie wideo Wilhelma i Simona. August uważa, że to Sara ujawniła zdradę Augusta Wilhelmowi, gdy w rzeczywistości Wilhelm dowiedział się o tym od Felice. Wilhelm ukrywa przed Aleksandrem, że był zamieszany w zawieszenie go w szkole w poprzednim semestrze. Sara zmaga się z pieniędzmi w drogiej stołówce szkolnej i ukrywa to przed przyjaciółmi. Wilhelm widzi nagranie wideo Simona i Marcusa wykonujących razem karaoke. Wilhelm dzwoni do swojej matki, królowej, zły, że zmuszono go do ukrycia swojego związku z Simonem i że decyzje są podejmowane za jego plecami, i ogłasza, że nie będzie już pełnił swoich królewskich obowiązków. |   |           |                |                                           |                    |
| 8 | 2 | Odcinek 2 | Rojda Sekersöz | Lisa Ambjörn, Sofie Forsman, Tove Forsman | 1 listopada 2022   |
| Sara otrzymuje od swoich współlokatorów na urodziny drogą parę bryczesów, ale mówią, że tradycją jest, że wszyscy dokładają się do prezentów urodzinowych. Sara otrzymuje tańszą parę bryczesów od Simona i swojej matki, które Sara sugeruje, aby zwrócili. Wilhelm sugeruje innym seniorom usunięcie Augusta z jego pożądanego stanowiska prefekta. Królowa nakazuje wyprowadzić Wilhelma z Hillerskiej. Wilhelm stawia opór, a kula śnieżna podarowana mu przez zmarłego brata Erika zostaje rozbita. Królowa mówi, że członkowie rodziny królewskiej muszą zachować swoje związki w tajemnicy, ale jeśli Wilhelm nalega na zostanie pierwszym otwarcie homoseksualnym członkiem Domu Bernadotte, mogą o tym porozmawiać, gdy skończy 18 lat. Królowa nalega, aby Wilhelm odwiedził terapeutę, podczas gdy on w zamian żąda usunięcia jego ochrony. Simon próbuje zatrzymać Wilhelma w Hillerskiej, rozmawiając z dyrektorką, ale mu się to nie udaje. Simon ponownie odmawia bycia tajemnicą Wilhelma. Simon idzie na kolejną randkę z Marcusem i obaj się całują. Sara odkrywa wiadomości Wilhelma i Felice o tym, że August ujawnił nagranie wideo, i ujawnia to Augustowi. Sara mówi Augustowi, że chce uprawiać z nim seks, ku jego zdziwieniu. Felice i Wilhelm idą strzelać do rzutków, ale rzuca Marcus; przez cały czas zazdrość Wilhelma o Marcusa rośnie. Wilhelm pomaga Simonowi utrzymać stypendium w Hillerska, pomagając im oszukiwać podczas biegu kwalifikacyjnego do drużyny wioślarskiej. August otrzymuje zaproszenie do Pałacu Królewskiego za pośrednictwem poczty głosowej. |   |           |                |                                           |                    |
| 9 | 3 | Odcinek 3 | Kristina Humle | Lisa Ambjörn, Sofie Forsman, Tove Forsman | 1 listopada 2022   |
| August konsultuje się z prawnikiem (ojczymem). Wilhelm zwierza się swojemu terapeucie. Wilhelm i Simon pracują razem nad projektem szkolnym. Simon mówi Wilhelmowi, że nie jest w związku z Marcusem. Wilhelm i Simon biorą udział w zawodach wioślarskich, ale ich drużyna przegrywa. Marcus przychodzi popatrzeć i całuje Simona, obserwowanego przez zdenerwowanego Wilhelma. Vincent, zastępca Augusta jako prefekt i kapitan drużyny, staje się coraz bardziej autorytarny. Królowa potajemnie czyni Augusta drugim w kolejce do tronu, za Wilhelmem, i mówi mu, aby przygotował się do wygłoszenia przemówienia na rocznicę Hillerskiej, na wypadek gdyby Wilhelm tego nie zrobił. Wilhelm i Felice całują się, ale zostają odkryci przez Henry'ego, współlokatora. |   |           |                |                                           |                    |
| 10 | 4 | Odcinek 4 | Kristina Humle | Lisa Ambjörn                              | 1 listopada 2022   |
| Wieści o pocałunku Wilhelma i Felice rozchodzą się – chłopcy śmieją się, podczas gdy Felice jest oskarżana o bycie kopaczką złota. Simon i Wilhelm kłócą się. Wilhelm i Felice godzą się. Wszyscy uczniowie przygotowują się do tradycji walentynkowych, podczas których chłopcy piszą wiersze dla dziewczyn, które im się podobają, a kulminacją jest bal w stylu lat 1700. Simon prosi Marcusa, aby poszedł z nim, ale on odmawia. Dwór królewski dzwoni do Augusta z informacją o zamiarze zaplanowania jego następnych 10 lat, zaczynając od służby wojskowej. August ujawnia Sarze swój status zastępcy Wilhelma. August zaprasza Sarę na bal, ale ona odmawia, ponieważ martwi się o reakcję Felice. Felice odrzuca ofertę Wilhelma, aby pójść jako przyjaciele, więc wszystkie dziewczyny idą razem. August mówi Aleksandrowi, że Wilhelm był odpowiedzialny za jego zawieszenie z powodu narkotyków. Marcus zabiera Simona na bal, ale Simon jest rozproszony przez Wilhelma. Wilhelm godzi się z Marcusem, ale kiedy Simon podąża za Wilhelmem na zewnątrz, para kończy w namiętnym uścisku. Zainspirowany pocałunkiem Simon debiutuje w niezwykłym wykonaniu swojego nowego solo przed zachwyconymi uczniami. |   |           |                |                                           |                    |
| 11 | 5 | Odcinek 5 | Lisa Farzaneh  | Lisa Ambjörn, Sofie Forsman, Tove Forsman | 1 listopada 2022   |
| Doradca królowej Jan-Olof nalega, aby śpiewać tradycyjną wersję szkolnej pieśni, aby uniknąć sytuacji, w której solo Simona zwraca uwagę na związek Wilhelma i Simona. Wilhelm mówi Simonowi, że August ujawnił nagranie. Królowa mówi Wilhelmowi, że jeśli nie wygłosi przemówienia, zrobi to August. Rodzice Felice sprzedają jej konia, Rousseau, co denerwuje Sarę. Wilhelm mówi Simonowi, że jeśli wniesie oskarżenie przeciwko Augustowi, Wilhelm nie będzie już miał wsparcia. Niemniej jednak Simon postanawia zgłosić Augusta na policję. Wilhelm i Simon godzą się. |   |           |                |                                           |                    |
| 12 | 6 | Odcinek 6 | Lisa Farzaneh  | Lisa Ambjörn                              | 1 listopada 2022   |
| Simon zrywa z Marcusem. August przekonuje Alexandra, by wziął na siebie winę za wyciek wideo i mówi, że jeśli Simon pójdzie na policję, ujawni, że Simon sprzedał mu narkotyki. Sara przyznaje się Felice do związku z Augustem, która jest na nią wściekła. Kiedy Wilhelm grozi Augustowi strzelbą, Sara ujawnia, że powiedziała Augustowi, że Simon zamierza pójść na policję. Simon postanawia nie iść na policję, by oszczędzić matce wstydu. August kupuje starego konia Felice, Rousseau, jako prezent dla Sary, ale Sara go zostawia. Przed galą rocznicową szkoły Simon mówi Wilhelmowi, że go kocha. Na gali Wilhelm wygłasza szczerą mowę o byciu otwartym i nietrzymaniu tajemnic i publicznie przyznaje, że to on jest na nagraniu. Sara zgłasza Augusta na policję. |   |           |                |                                           |                    |

### Sezon 3 (2024)
| № | # | Tytuł     | Reżyseria       | Scenariusz                                | Premiera (Netflix) |
| --- | - | --------- | --------------- | ----------------------------------------- | ------------------ |
| 13 | 1 | Odcinek 1 | Julia Lindström | Lisa Ambjörn                              | 11 marca 2024      |
| August podpisuje porozumienie finansowe z Wilhelmem i Simonem. Królowa jest chora. Asystentka Wilhelma Farima sugeruje wykorzystanie jego związku z Simonem do unowocześnienia wizerunku monarchii. Uczniowie przygotowują się do imprezy „50 Days”. Simon odpowiada na internetowe spekulacje na temat swojego związku. Sara i Felice są rozgoryczone Augustem. W gazecie pojawia się artykuł o domniemanym historycznym zastraszaniu w Hillerska, a nowy dyrektor szkoły w odpowiedzi wprowadza godzinę policyjną.                                                                                   |   |           |                 |                                           |                    |
| 14 | 2 | Odcinek 2 | Julia Lindström | Lisa Ambjörn, Pia Gradvall                | 11 marca 2024      |
| Uczniowie planują wycieczkę kempingową. Sara nie chodzi do szkoły i wprowadza się do ojca. Wilhelm dołącza do chóru Simona. Wilhelm próbuje zniechęcić Simona do publikowania swoich piosenek w mediach społecznościowych. Przyjaciele Simona biorą udział w wycieczce kempingowej, ale uczennice rzucają niedelikatne komentarze. Królowa bierze urlop chorobowy z powodu depresji. |   |           |                 |                                           |                    |
| 15 | 3 | Odcinek 3 | Jerry Carlsson  | Lisa Ambjörn, Tove Forsman, Sofie Forsman | 11 marca 2024      |
| Gdy stan zdrowia matki się pogarsza, Wilhelm widzi zbliżający się tron. Wilhelm i August są zmuszeni uczestniczyć razem w mediacji. Paparazzi nękają Wilhelma i Simona. Ludzie grożą Simonowi w mediach społecznościowych. Wilhelm odmawia podpisania petycji Augusta. Inspektorat szkolny odwiedza go i przeprowadza wywiad z Felice. August prosi Sarę, aby wróciła do szkoły, a jej ojciec ją do tego przekonuje. Szkoła świętuje Walpurgię, a absolwenci po raz pierwszy zakładają czapki studenckie. Simon zostaje sfotografowany podczas lewicowej demonstracji, a jego dom zostaje zaatakowany. |   |           |                 |                                           |                    |
| 16 | 4 | Odcinek 4 | Jerry Carlsson  | Lisa Ambjörn, Ebba Stymne                 | 11 marca 2024      |
| Wilhelm i Simon debatują o monarchii i prawach gejów. Vincent organizuje strajk szkolny, aby odzyskać swoje telefony komórkowe. Po powrocie Sary do Hillerskiej, Sara i Felice nie mogą się unikać. August mówi Wilhelmowi, że jego brat Erik był odpowiedzialny za incydent z falą. |   |           |                 |                                           |                    |
| 17 | 5 | Odcinek 5 | Linnéa Roxeheim | Lisa Ambjörn, Theo Boguslaw               | 11 marca 2024      |
| Wilhelm zastanawia się, czy jego zmarły brat Erik polubiłby go. Ojciec Sary ma zabrać ją na egzamin na prawo jazdy, ale ją zawodzi. Simon bierze udział w obchodach 17. urodzin Wilhelma. Trzecioklasiści świętują ukończenie szkoły, czekając na nich z pierwszoklasistami. August i Sara wydają się godzić. Simon podejmuje decyzję dotyczącą swojego związku z Wilhelmem. |   |           |                 |                                           |                    |
| 18 | 6 | Odcinek 6 | Linnéa Roxeheim | Lisa Ambjörn, Ebba Stymne                 | 18 marca 2024      |
| Po rozstaniu i losie Hillserki wiszącym na włosku Wilhelm i Simon rozważają obowiązek kontra miłość, dowiadując się, co jest potrzebne, aby w pełni podążać za swoimi sercami. Felice dokonuje nieoczekiwanego wyboru dotyczącego planów na lato. Sara otrzymuje niespodziankę. August otrzymuje wiadomość o swojej przyszłości. |   |           |                 |                                           |                    |

## Produkcja

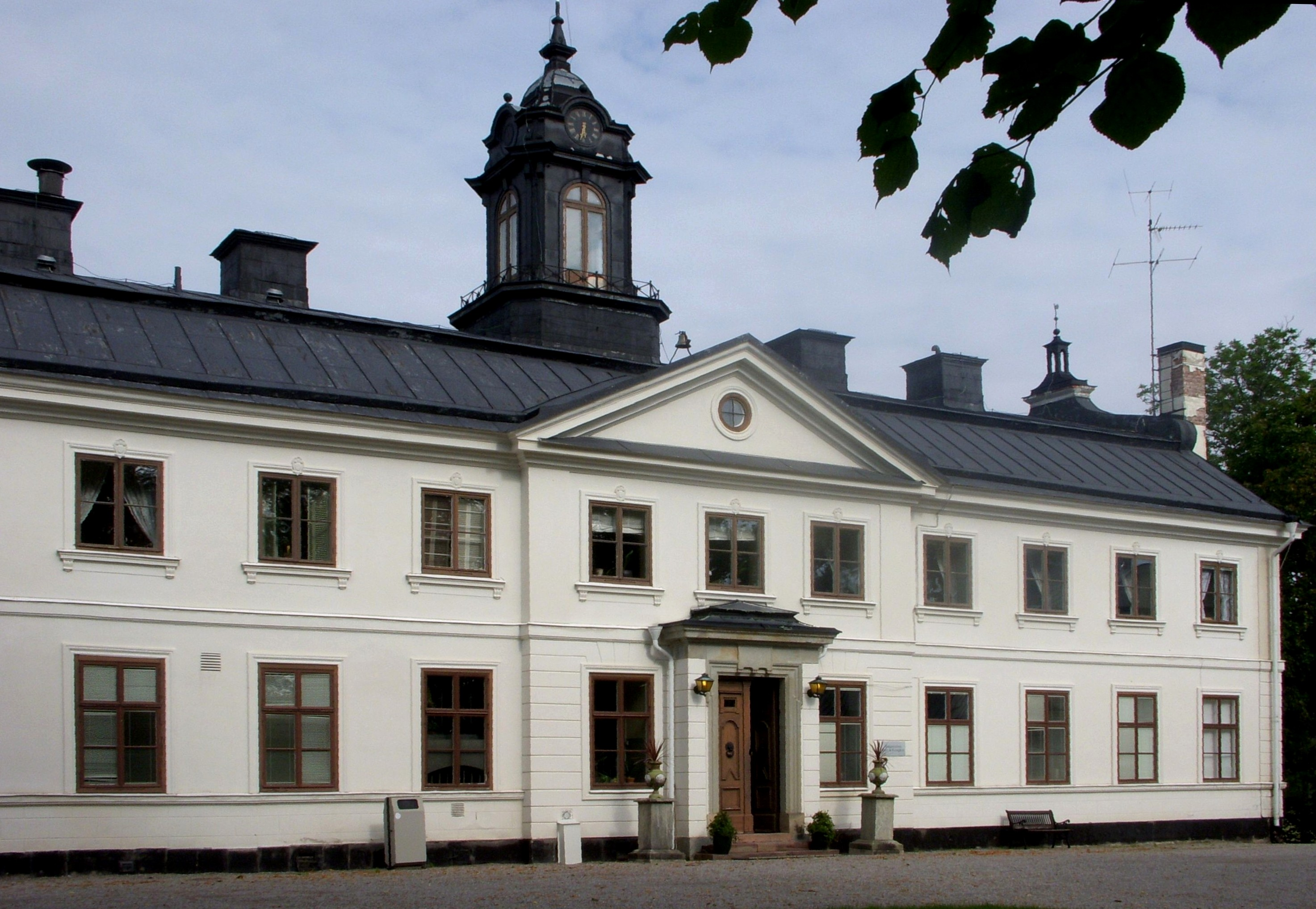
Kaggeholms gård

### Casting
W styczniu 2021 ogłoszono, że w głównych rolach zostali obsadzeni Edvin Ryding, Pernilla August, Malte Gårdinger, Frida Argento, Nikita Uggla i Omar Rudberg, podczas gdy Nathalie Varli, Felicia Trudsson, Mimmi Cyon, Ingela Olsson, Rennie Mirro, Livia Millhagen i David Lenneman zostali obsadzeni w drugoplanowych rolach. Ryding został obsadzony w roli księcia Wilhelma, a Pernilla wcieliła się w jego matkę królową Szwecji Kristinę. Później ogłoszono, że Omar zagra Simona, sympatię księcia Wilhelma.

### Zdjęcia
Serial jest kręcony w Kaggeholms gård, rezydencji położonej w Sztokholmie, w filmie budynek pełnił funkcje szkoły w Hillerska, w rzeczywistości budynek pełni funkcję centrum konferencyjnego.
Sceny które miały miejsce w pałacu królewskim zostały nakręcone w zamku Stora Sundby Castle.